# Секо Фофана
Секо Мухамед Фофана (фр. Seko Mohamed Fofana; Париз, 7. мај 1995) је француски и фудбалер Обале Слоноваче.

## Клупска каријера
Фофана је омладинску каријеру започео у ФК Париз када је имао девет година, тамо остао наредних шест, након чега је заиграо за Лорјан. Након две године у Лорјану, преселио се у Енглеску, где је играо у Премијер лиги за Манчестер Сити.
Фофана је постао редован играч у Манчестер Ситију у сезони 2013/2014, када је уписао 20 наступа и постигао 5 голова. Током пријатељске утакмице између Манчестер Ситија до 18. година и ХНК Ријека, доживео је увреде на расној основи, због чега је заједно са колегама из клуба напустио терен, а меч је отказан. Након тога, француски тренер Патрик Вијера похвалио је њихову одлуку да напусте терен.
Дана 27. новембра 2014. године, Фофана је потписао за Фулам, где је отишао на позајмицу до 31. јануара 2015. године. Два дана касније дебитовао је за Фулам, где је ушао као замена за Емерсона Хидмана у 63. минуту меча у победи од 2:1 против ФК Брајтон и Хоув албиона. Његова форма и учинак убедили су челнике Фулама да продуже позајмицу до краја сезоне. Први гол постигао је 21. марта 2015. године на мечу против Хадерсфилд Тауна. За Фулам је одиграо 25 утакмица уз један погодак.
Од 2014. године играо је за Бастиљу на позајмици, а дебитовао је у првој утакмици 8. августа 2015. године, у победи од 2:1 против Рена. Први погодак за Бастиљу постигао је 12. децембра 2015. године на мечу против Троа. Укупно је за Бастиљу одиграо 32 утакмице, а постигао један погодак.
Године 2016. потписао је петогодишњи уговор за Удинезе, вредан 2,5 милиона фунти. Дебитовао је у првој утакмици сезоне, играјући 79 минута, пре замене у поразу његовог тима од Роме, резултатом 4 : 0.
Дана 18. августа 2020. године, потписао је петогодишњи уговор са Лансом.

## Каријера у репрезентацији
Фофана је имао право да игра за Француску и Обалу Слоноваче, јер његови родитељи потичу одатле. Играо је за младе тимове Француске од 16 до 19 година, након чега је 3. априла 2017. године заиграо за репрезентацију Обале Слоноваче. Прву утакмицу за Обалу Слоноваче имао је на квалификацијама за Светско првенство у фудбалу 2018., када је његов тим изгубио од репрезентације Марока, 11. новембра 2017. године.

## Статистика каријере

### Клуб
Ажурирано до 19. септембра 2020.
| Клуб                | Сезона            | Лига                | Лига | Лига | Куп | Куп | Остало | Остало | Укупно | Укупно |
| Клуб                | Сезона            | Лига                | Ута  | Гол  | Ута | Гол | Ута    | Гол    | Ута    | Гол    |
| ------------------- | ----------------- | ------------------- | ---- | ---- | --- | --- | ------ | ------ | ------ | ------ |
| Фулам (позајмица)   | 2014–15           | Чемпионшиш          | 21   | 1    | 4   | 0   | —      | —      | 25     | 1      |
| Бастија (позајмица) | 2015–16           | Прва лига Француске | 32   | 1    | 1   | 0   | —      | —      | 33     | 1      |
| Удинезе             | 2016–17           | Серија А            | 22   | 5    | 1   | 0   | —      | —      | 23     | 5      |
| Удинезе             | 2017–18           | Серија А            | 27   | 3    | 2   | 0   | —      | —      | 29     | 3      |
| Удинезе             | 2018–19           | Серија А            | 31   | 2    | 1   | 0   | —      | —      | 32     | 2      |
| Удинезе             | 2019–20           | Серија А            | 32   | 3    | 3   | 0   | —      | —      | 35     | 3      |
| Удинезе             | Укупно            | Укупно              | 112  | 13   | 7   | 0   | 0      | 0      | 119    | 13     |
| Ланс                | 2020–21           | Прва лига Француске | 1    | 0    | 0   | 0   | —      | —      | 1      | 0      |
| Укупно у каријери   | Укупно у каријери | Укупно у каријери   | 170  | 15   | 12  | 0   | 0      | 0      | 178    | 15     |

### Голови за репрезентацију
Статистика у репрезентацији Обале Слоноваче.
| Бр. | Датум              | Стадион                                        | Притивнин | Гол | Резултат | Такмичење            |
| --- | ------------------ | ---------------------------------------------- | --------- | --- | -------- | -------------------- |
| 1.  | 10. септембар 2019 | Стадион Роберт Дикон, Ле Пти Кевији, Француска | Тунис     | 2–0 | 2–1      | пријатељска утакмица |